# 三菱Ha-42發動機
三菱MK6/MK10（日本陸軍編號：ハ‐104/ハ‐214型，陸海軍通用編號：ハ-42）為第二次世界大戰期間由三菱重工業研發製造的飛機用18汽缸空冷式星型發動機。

## 開發簡史
三菱MK6(Ha-104)在1940年開始計劃自行研發2,000匹馬力等級引擎專用於未來發展新型轟炸機，將火星發動機的14氣缸進化為18氣缸空冷式星型引擎。於1940年8月完成一號原型發動機，直到翌年的6月試驗運轉審查完成。結果只是陸軍選用MK6(Ha-104)安裝在四式重型轟炸機，由於MK6(Ha-104)輸出1,900匹馬力(燃料供應系統是化油器)，所以三菱重工業研發超過2,000匹馬力的「十七試カ號」引擎(三菱內部稱此台發動機為A18)。只是將MK6(Ha-104)的燃料供應系統化油器改裝為燃料噴射装置，之後編號改為MK10(Ha-214)。可是MK10還在試驗中，沒有預定進行大量生產計劃。海軍只是優先大規模生產NK9譽引擎作為軍機專用，與同MK9一樣，完全無視MK10(Ha-214)的特性和實用可靠性。結局是MK10引擎生產數量少，很多海軍軍機完全沒有採用MK10引擎。
附帶一題，日本海軍和陸軍都會考慮到MK10引擎特性和實用可靠性，加之見證四式重型轟炸機的Ki-67 II試飛結果，所以預訂選用MK10引擎的Ki-70、Ki-74、Ki-91、Ki-92、Ki-93、四式重型轟炸機的各種改型(Ki-69、Ki-97、Ki-109、Ki-112、Ki-167)、TB轟炸機、十七試驗陸上偵察機曉雲(R1Y)和十六試驗陸上轟炸機泰山(G7M)等。實際只有四式重型轟炸機的各種改型(Ki-67 II、Ki-69、Ki-109)、Ki-70和Ki-74。可是海軍和陸軍下令三菱重工生產MK10(Ha-214)引擎研製各種改良型號前，發生東南海地震和B-29空襲關係，導致生產延誤，MK10(Ha-214)引擎生產數量少，至於MK10引擎改良型的計劃都被中止。

## 性能 Ha-104(MK6A)
- 引擎類型:18氣缸空冷式複列星型引擎
- 引擎全長:1,842mm
- 引擎全寬:1,370mm
- 汽缸內徑×行程:150mm×170mm
- 汽缸容量:54.1公升
- 排氣量:54,100cc
- 壓縮比:6.5
- 增壓器:一段二速離心式機械增壓器
- 重量:9,44公斤
- 燃料供應系統:化油器
- 海平面輸出馬力: 1,900匹馬力/2,450RPM
- 一般輸出馬力：
  - 1,810匹馬力/2,300RPM / （高度2,000米）
  - 1,610匹馬力/2,300RPM / （高度6,100米）

## 性能 Ha-214(MK10A)
- 重量:1,260公斤
- 燃料供應系統:燃料噴射装置
- 壓縮比:6.7
- 增壓器:一段二速離心式機械增壓器
- 其他供應系統:水 - 甲醇噴射装置
- 海平面輸出馬力: 
  - 2,500匹馬力/2,600RPM
- 一般輸出馬力：
  - 2,300匹馬力/2,500RPM （高度2,000m）
  - 2,000匹馬力/2,500RPM （高度6,400m）

## 外部連結
- http://rikukaigunki.nobody.jp/engine/engine.html（页面存档备份，存于）
- https://archive.today/20130419080210/http://mirokosunnex.miroko.tw/columns/data/jael.html